# Procédure législative ordinaire
La procédure législative ordinaire (auparavant procédure de codécision) permet au Parlement européen d'adopter certaines directives et règlements communautaires en partenariat avec le Conseil de l'Union européenne : les deux pouvoirs doivent s'accorder sur le texte avant que celui-ci soit adopté, puis être transposé ultérieurement dans chaque État membre : c'est alors qu'ils auront force de loi. Le déroulement de cette procédure ainsi que ses 85 domaines d'application (en 2018) sont définis dans le Traité sur le fonctionnement de l'Union européenne (TFUE). Parmi les différentes procédures législatives de l'Union européenne, la procédure législative ordinaire est le principal mécanisme d'adoption des textes législatifs.

## Historique
Introduite par le traité de Maastricht en 1992, la procédure de codécision a remplacé la procédure de coopération (abolie par le Traité de Lisbonne) et considérablement élargi les pouvoirs du Parlement européen. Étendue et aménagée (simplifiée) pour en renforcer l'efficacité par le traité d'Amsterdam (1997), puis par les traités de Nice (2003) et de Lisbonne (2007), la codécision est devenue la procédure législative ordinaire et concerne, en 2018, quatre-vingt cinq domaines d'intervention de l'Union (transports, agriculture, justice, circulation des personnes, etc.) dans lesquels le Parlement et le Conseil des ministres adoptent ensemble les décisions.
En 2016, un accord interinstitutionnel (« Mieux légiférer ») a permis d'améliorer les prises de décision dans le cadre de la procédure législative ordinaire (programmation, consultation élargie d'acteurs tiers, transparence).
Depuis son introduction, la procédure de codécision a conduit au rejet de quelques textes par le Parlement : la première fois en 1995 dans le cadre du premier projet de directive sur la brevetabilité des inventions biotechnologiques, et la dernière fois (à ce jour, début 2006) lors du débat sur les brevets logiciels. L'écrasante majorité des textes proposés (418 sur 420 pour la législature 1999-2004) est cependant acceptée (que ce soit en 1re, 2e lecture ou à l'issue d'une procédure de conciliation).

## Bases juridiques
Telle que définie par l'article 294 du traité sur le fonctionnement de l'Union européenne, la codécision constitue la procédure législative centrale du système décisionnel de l'Union, la Commission européenne gardant toujours le monopole de la proposition. Elle se fonde sur le principe de parité et veut qu'aucune des deux institutions (Parlement européen et Conseil de l'Union européenne) ne puisse adopter de législation sans l'assentiment de l'autre. En pratique, les exceptions sont très nombreuses. Elles le demeurent avec le traité de Lisbonne bien qu'il en fasse théoriquement la « procédure législative ordinaire » (articles 289 et 294 TFUE, anciennement 251 du TCE). Le nombre de domaines concernés, 40 sur un total de 90 avant le traité de Lisbonne, est passé à 69 après signature de ce traité en intégrant notamment les politiques de coopération policière et judiciaire (TFUE 78 à 89). 
Le traité sur le fonctionnement de l'Union européenne définit dans ses différents articles les domaines d'application (bases juridiques) de la procédure législative ordinaire, en 2018, le nombre de bases juridiques soumises à la procédure législative ordinaire est de 85.
Depuis l'entrée en vigueur du traité de Lisbonne, 90 % des propositions de la Commission ont été traitées par la procédure législative ordinaire (période 2009-2016), les durées moyennes totales de traitement des propositions varient de 19 à 22 mois.

## Modalités
L'article 294 du traité sur le fonctionnement de l'Union européenne sert de cadre de référence pratique pour chaque institution quant au rôle qu'il a à jouer aux différents stades de la procédure. La déclaration no 34 annexée au traité d'Amsterdam invite les institutions à mettre tout en œuvre pour garantir que la procédure se déroule aussi rapidement que possible : le délai réel entre la deuxième lecture du Parlement européen et l'issue des travaux du comité de conciliation ne doit notamment pas dépasser neuf mois. Un autre accord inter-institutionnel, signé le 16 décembre 2003, fixe de nouveaux objectifs et engagements, dont :
- l'amélioration de la coordination inter-institutionnelle et de la transparence ;
- l'établissement d'un cadre stable pour les « instruments alternatifs » ;
- l'utilisation accrue de l'analyse des effets dans le processus décisionnel communautaire ;
- la volonté de fixer un délai contraignant pour la transposition des directives en droit national.

## Procédure
La procédure législative ordinaire vise à adopter un règlement, une directive, ou une décision  (art. 289 §1).
On distingue quatre phases distinctes dans la procédure : 1re et 2e lectures, conciliation et 3e lectures. À l'issue de la deuxième et de la troisième le texte peut être rejeté, l'adoption quant à elle peut intervenir au niveau de la première, de la seconde ou de la troisième.

### Proposition de la Commission
La Commission européenne a, conformément au TFUE, le monopole de l'initiative législative dans tous les domaines soumis à la procédure législative ordinaire. Elle peut modifier sa proposition tant que le Conseil n'a pas statué (art. 293 §2). La base juridique retenue par la Commission détermine la procédure législative à suivre, la procédure législative ordinaire s'applique dans 90 % des cas.
La proposition de la Commission est le résultat d'un large travail de consultation qui peut être mené de façons diverses (évaluation des conséquences, rapports d'experts, consultation d'experts nationaux, d'organisations internationales et/ou d'organisations non-gouvernementales, consultation via des livres verts ou blancs, etc.).
Un processus de consultation est également lancé entre les différents services de la Commission afin de s'assurer que toutes les dimensions de la question abordée sont prises en compte (consultation inter-services).
Avant d'être présentée à la procédure législative ordinaire, la proposition de la Commission doit être adoptée par le Collège des commissaires composé du président de la commission et des 27 commissaires. Cette procédure d'adoption peut-être écrite (pas de débats entre Commissaires), ou orale (le dossier est débattu par le Collège), la proposition est alors publiée dans le Journal officiel de l'Union européenne (série « C »).
La proposition est transmise en même temps au Parlement européen (PE) et au Conseil, et dans certains cas particuliers au Comité économique et social européen et au Comité des Régions, qui regroupent respectivement des « représentants des différentes composantes à caractère économique et social de la société civile organisée » et des « représentants des collectivités régionales et locales ».
Le Comité économique et social et le Comité des régions sont définis aux articles  300 à  307 du TFUE. Ils sont obligatoirement consultés par la Commission et le Conseil dans les cas prévus par le traité, ou quand ceux-ci le jugent utile (les deux comités peuvent également intervenir spontanément). Le Conseil ou la Commission peuvent impartir un délai pour l'émission de ces avis (art. 304 et  307 du TFUE). Le Parlement européen a également la faculté de consulter les deux Comités.

### Première lecture
La proposition de directive est soumise au Parlement et au Conseil de l'Union européenne, qui en discutent indépendamment et peuvent l'amender.

#### Au Parlement européen

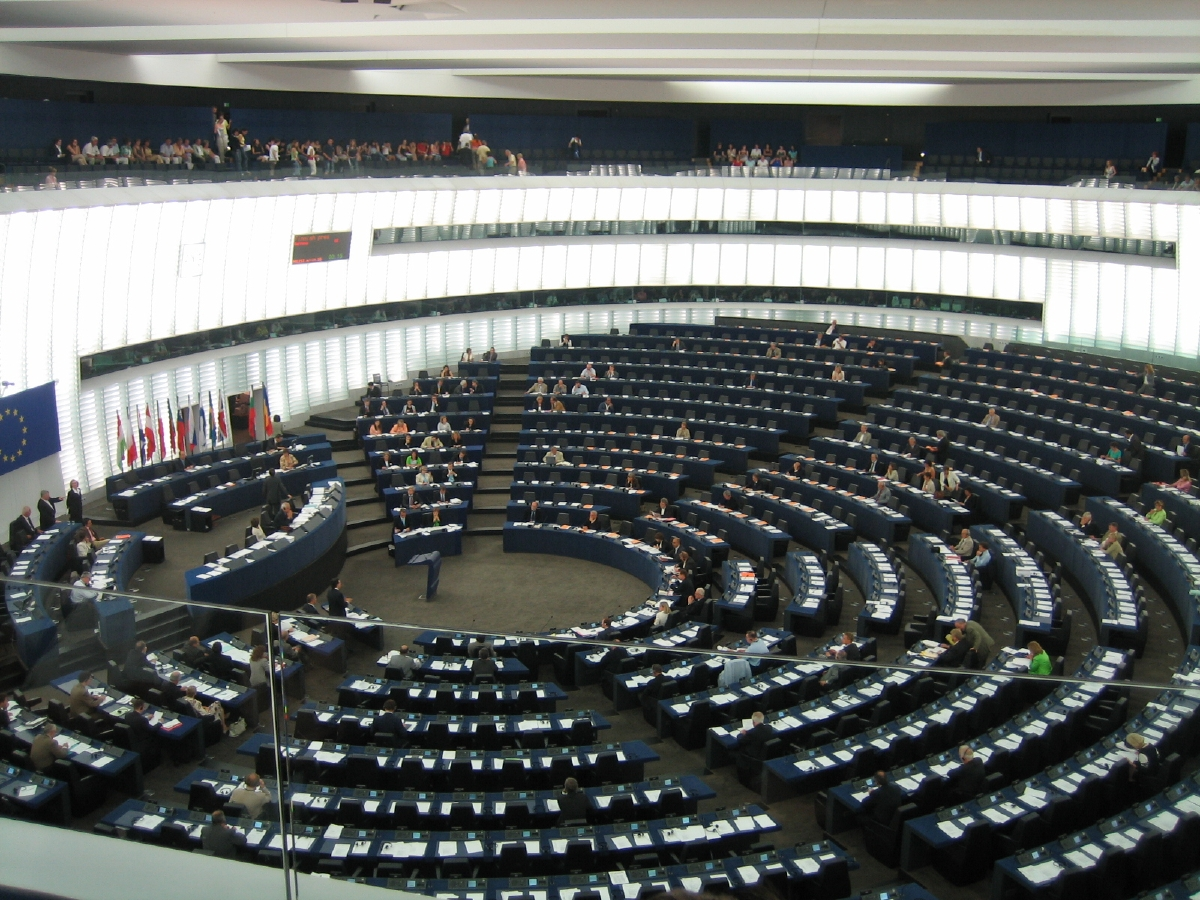
L'hémicycle du Parlement européen à Strasbourg

Le Parlement européen rend un avis en première lecture. Cet avis, préparé par un rapporteur choisi parmi les élus du Parlement, est discuté et amendé au sein de la commission parlementaire compétente, puis en séance plénière, qui l'adopte à la majorité simple (art 294 §3 du TFUE et art. 49 - 55 et 59 du règlement interne du PE (RI)). Les relations entre le Parlement européen et la Commission, en ce qui concerne le processus législatif, sont régies d'une façon générale par l'Accord-cadre sur les relations le Parlement européen et la Commission, qui date de l'année 2000.
Le traité ne fixe aucun délai pour l'avis du Parlement européen. Dans la pratique, cette phase dure en moyenne huit mois, mais peut être toutefois beaucoup plus longue en fonction de la difficulté technique ou politique des dossiers. Si la commission parlementaire responsable du dossier ne propose pas d'amendements, le Parlement européen tend à utiliser des procédures plus légères et rapides (art. 50 du règlement interne du PE).

##### Travail en commission parlementaire
La commission parlementaire compétente au fond est désignée ainsi que celles consultées pour avis (art. 53 règlement interne du PE). La base juridique et les aspects financiers peuvent être évalués par les commissions parlementaires compétentes pour les questions juridiques ou budgétaires (art. 39 et 41 RI).
Au sein de la commission parlementaire compétente, les coordinateurs (députés représentants les groupes politiques) attribuent la préparation du projet de rapport à un rapporteur (art. 49 RI) choisi selon un système de pondération représentatif du poids de chaque groupe politique au sein de la commission.
Les autres groupes politiques peuvent également nommer un ou plusieurs rapporteurs fictifs qui sera chargé de préparer la position de ces groupes et suivre le travail du rapporteur.
Le projet de rapport préparé par le rapporteur est étudié pendant plusieurs réunions en commission parlementaire. Le rapporteur, les députés membres ou suppléants de la commission parlementaire concernée (mais également de toutes les autres commissions parlementaires du Parlement européen), peuvent proposer des amendements en leur nom à la proposition de la Commission. Ces amendements sont tous soumis au vote de la commission parlementaire responsable au fond, à la majorité simple. Le vote d'un rapport est conclu par un vote sur la proposition de la Commission telle qu'amendée et le vote d'une résolution législative (art. 49 du règlement interne du PE). Le rapporteur rédige et inclut les amendements discutés, ainsi que les éventuelles recommandations et remarques du Comité des Régions, du Comité économique et social et éventuellement d'autres commissions parlementaires saisies pour avis.

##### Adoption en séance plénière
Une fois le rapport adopté en commission parlementaire, il est mis à l'ordre du jour de la session plénière.
Des amendements additionnels au rapport, qui inclut les amendements adoptés en commission parlementaire, peuvent être déposés au nom des groupes politiques ou de 40 députés au moins (art. 169 RI) et soumis au vote de la plénière. Le délai de dépôt de nouveaux amendements en plénière est, en règle générale, fixé au jeudi de la semaine précédant la session, à 12h00.
Lors du débat en plénière qui précède le vote, le Commissaire chargé du dossier annonce et explique la position de la Commission sur les amendements déposés. La position de la Commission sur les amendements du Parlement européen est préparée par la Direction générale chargée du dossier et approuvée par le Collège des commissaires. En pratique, la décision du Collège est préparée par le Groupe des relations interinstitutionnelles (qui rassemble les membres responsables des affaires interinstitutionnelles des cabinets des commissaires), puis est entérinée par celui-ci.
La majorité simple est requise pour adopter des amendements, la proposition de la Commission telle que modifiée et la résolution législative (art. 59 RI). Si la résolution législative accompagnant le rapport a été adoptée en commission parlementaire à la quasi-unanimité (avec moins de 10 % de voix contre), le rapport peut être adopté par la plénière sans amendement additionnel ni débat.
Bien que les Traités ne permettent pas explicitement au Parlement européen de rejeter la proposition de la Commission en première lecture, l'article 59 du règlement du PE envisage le cas où la proposition de la Commission, telle qu'amendée, n'obtient pas la majorité des suffrages lors du vote final. Dans ce cas, le Président du Parlement européen suspend le vote de la résolution législative (normalement votée à la suite du vote final sur la proposition telle qu'amendée) et invite la Commission à retirer sa proposition. En cas de retrait par la Commission, la procédure législative s'arrête. En cas de refus de retrait de la part de la Commission, le dossier est renvoyé en commission parlementaire. Rien n'empêche non plus le Parlement européen d'adopter un avis contenant des amendements qui suppriment la proposition de la Commission dans son ensemble. Un tel vote n'arrête pas nécessairement la procédure législative : l'article 293 §2 du TFUE autorise la Commission à modifier sa proposition législative, ce qui lui permet d'incorporer les amendements du Parlement européen qui lui paraissent améliorer sa proposition initiale et/ou sont susceptibles de faciliter un accord.

#### Au Conseil de l'Union européenne
Le Conseil exprime sa position après un travail de préparation au sein de groupes de travail regroupant des experts des États membres et présidés par l'État membre assurant la présidence semestrielle du Conseil. Les groupes sont assistés du Secrétariat général du Conseil. La Commission y participe et y apporte son expertise. Les groupes de travail rendent compte au Comité des représentants permanents (COREPER) qui prépare toute décision du Conseil prise au niveau des Ministres. Les décisions préparées par le COREPER sont adoptées par le Conseil soit sans débat, lorsqu'un accord a été trouvé au niveau préparatoire (point « A » de l'ordre du jour), soit avec débat (point « B » de l'ordre du jour). Dans les deux cas, les délibérations sont publiques.
Ce travail de préparation débute en même temps qu'au Parlement européen. Le Conseil finalise sa position sur la base de la proposition éventuellement modifiée de la Commission à la suite de la première lecture du Parlement européen et des amendements du Parlement européen. Ses conclusions constituent l'« orientation générale », et constitue la base de la « position commune » adoptée par le Conseil en fin de première lecture. Le Conseil statue à la majorité qualifiée, avec l'accord de la Commission. En revanche, s'il s'écarte de la position de la Commission, il lui faut réunir l'unanimité.
Trois cas de figure peuvent dès lors se présenter (art. 294 §4 et §5 TFUE) :
- soit le Conseil accepte sans aucune modification la proposition de la Commission que le Parlement européen n'a pas amendée et l'acte peut être arrêté ;
- soit le Conseil accepte tous les amendements du Parlement européen que la Commission a repris dans sa proposition modifiée et l'acte peut être arrêté ;
- dans tous les autres cas, le Conseil arrête une position commune.

##### Le Conseil approuve tous les amendements du Parlement
Si le Conseil approuve la proposition de la Commission telle que modifiée par le Parlement européen, l'acte est réputé adopté (294 §4 TFUE).
Si le Parlement européen a amendé le texte, et si la Commission les a intégrés dans sa proposition modifiée, le Conseil doit approuver tous ces amendements à la majorité qualifiée pour que l'acte puisse être considéré arrêté. Dans le cas contraire, il décide à l'unanimité.
Lorsque les colégislateurs recherchent la conclusion d'un accord en première lecture, il est fréquent que ceux-ci organisent, conformément au paragraphe I.3 de la Déclaration commune sur les modalités pratiques de la nouvelle procédure de codécision, des réunions informelles tripartites auxquelles participent des représentants du Parlement européen (rapporteur et, éventuellement, shadow rapporteurs), du Conseil (président du groupe de travail et/ou du COREPER, et de la Commission (service chargé du dossier et Secrétariat Général de la Commission). L'objectif est de s'assurer que les amendements parlementaires adoptés en plénière sont acceptables dans leur intégralité par le Conseil. La Commission joue fréquemment le rôle de médiateur et de rédacteur de ces textes de compromis.

##### Le Parlement a approuvé la proposition sans amendements
Si le Parlement européen n'a pas adopté d'amendement, et si le Conseil ne souhaite pas modifier la proposition de la Commission, il peut arrêter l'acte sur cette base à la majorité qualifiée.

##### Désaccord du Parlement et du Conseil
Quand le Conseil ne partage pas la position exprimée par le Parlement européen, il arrête une position commune qui est envoyée au Parlement européen, accompagnée d'un exposé des motifs. Dans le cas où le Parlement européen a approuvé la proposition de la Commission sans amendement alors que le Conseil souhaite y apporter des modifications, il adopte également une position commune (art. 294 §5 et §6 TFUE).
La décision est préparée par les groupes de travail et le COREPER. Ce travail préparatoire est transmis au Conseil qui va constater ou négocier un « accord politique » fixant les grandes lignes de la future position commune. Cet accord est ensuite finalisé dans ses détails par le groupe de travail, vérifié par les juristes-linguistes, puis adopté formellement en tant que Position Commune par le Conseil des ministres lors d'une session ultérieure. Il arrive que le Conseil parvienne à un accord de principe avant l'avis du Parlement européen, qui est appelé communément « orientation générale ». La Commission ne prend pas de position définitive à ce stade afin de pouvoir d'abord réagir aux éventuels amendements du Parlement européen. Le Conseil transforme l'orientation générale en accord politique, puis en position commune après l'examen de l'avis du Parlement européen, à moins que les amendements du Parlement européen coïncident avec l'orientation générale, ce qui lui permet d'arrêter l'acte en question. Il est à noter que la possibilité de contacts informels, entre l'accord politique et la transmission formelle de la position commune, est souhaitable en vue de faciliter un accord en deuxième lecture.
L'adoption de la position commune peut se faire sans débat (point « A » de l'ordre du jour) ou avec débat (point « B » de l'ordre du jour) ou, dans des cas exceptionnels, par procédure écrite. Dans les deux premiers cas, les délibérations sont publiques. 
La décision du Conseil requiert la majorité qualifiée (voir art. 238 du TFUE), à l'exception des domaines de la culture, de la libre circulation des citoyens, de la sécurité sociale et de la coordination des règles d'exercice des professions, soumises à l'unanimité[réf. nécessaire].
La position commune est généralement transmise au Parlement européen lors de la session plénière qui suit son adoption formelle. Sa réception par le Parlement européen déclenche les délais prévus par le traité pour les étapes ultérieures de la procédure (trois mois).
Avec l'exposé des motifs, sont envoyées aussi les éventuelles déclarations du Conseil et/ou de la Commission faites au procès-verbal du Conseil ainsi que les déclarations unilatérales des délégations.
Il n'y a aucun délai fixé dans le traité pour l'adoption d'une position commune par le Conseil. Dans le passé, cette phase a duré en moyenne 15 mois après le début de la procédure, en fonction de la difficulté des dossiers. L'adoption de certaines positions communes, politiquement sensibles, a parfois requis plusieurs années.
Dans ce document transmis au Parlement européen en parallèle à la position commune, la Commission explique les raisons qui l'ont conduite à soutenir ou à s'opposer à la position commune. La Commission y insère également un commentaire sur le sort réservé par le Conseil aux amendements du Parlement européen qu'elle avait soutenu en plénière lors de la première lecture (art. 294 §6 du TFUE).

### Deuxième lecture
Chaque institution considère les amendements apportés par l'autre. Le Parlement se doit d'effectuer sa seconde lecture dans les 3 mois suivant l'adoption d'une position commune par le Conseil. Si ce n'est pas fait, les amendements apportés par ce dernier sont considérés comme acceptés. Cette période peut être étendue d'un mois par le Parlement s'il le décide.

#### Au Parlement européen

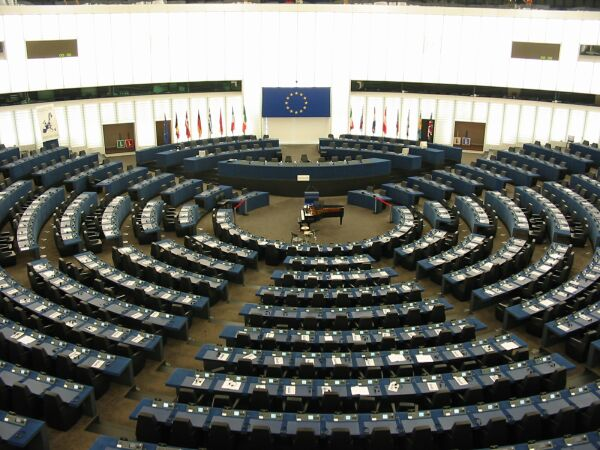
Le texte revient au Parlement pour une 2e lecture

Le Président du Parlement européen accuse réception en session plénière de la position commune du Conseil et de la communication de la Commission sur la position commune du Conseil dûment traduites dans toutes les langues officielles. Le Parlement européen s'exprime sur la base de la position commune du Conseil dans un délai de trois mois fixé par le traité (prolongeable de 1 mois) : le délai de trois mois débute le jour de l'annonce au Parlement de la position du conseil (art. 64 RI).
La procédure d'adoption est largement similaire à celle de la première lecture. En règle générale, les amendements doivent soit reprendre des amendements adoptés en 1re lecture et non acceptés par le Conseil, soit porter sur une disposition nouvelle de la position commune ou substantiellement différente de la proposition initiale de la Commission, soit introduire un compromis entre les positions des colégislateurs.

##### Travail en commission parlementaire
La procédure de deuxième lecture en commission parlementaire suit globalement les règles et la pratique de la première lecture, à la différence que le texte à amender est la position commune du Conseil et non plus la proposition de la Commission. Les commissions parlementaires, consultées pour avis en première lecture, ne sont pas reconsultées, sauf cas spécifique. Les amendements adoptés en commission parlementaire constituent « la recommandation pour la seconde lecture », qui est défendue normalement par le même rapporteur qu'en première lecture. Elle inclut éventuellement des propositions d'amendements. Des amendements peuvent également être déposés en nom personnel par d'autres membres du Parlement européen. En vertu de l'article 69 du règlement du Parlement, les amendements doivent soit reprendre des amendements adoptés en 1re lecture et non acceptés par le Conseil, soit porter sur une disposition nouvelle de la position commune ou substantiellement différente de la proposition initiale de la Commission, soit encore introduire un compromis entre les positions des colégislateurs. Toutefois, si des élections européennes ont eu lieu entre-temps, les règles de la première lecture s'appliquent (art. 69 §3 RI).
Les amendements proposés sont soumis au vote de la commission parlementaire compétente qui décide à la majorité simple.

##### Adoption en séance plénière
Une fois adoptée en commission parlementaire, la recommandation pour la seconde lecture est mise à l'ordre du jour de la session plénière. Comme en première lecture, à ce stade, tout nouvel amendement doit être déposé au nom d'un groupe politique ou être signé par au moins 38 députés. Le vote se déroule à la majorité qualifiée des membres qui composent le Parlement européen (376 voix).
Lors du débat qui précède le vote, le Commissaire chargé du dossier annonce et explique la position de la Commission sur les amendements déposés. La position de la Commission sur les amendements du Parlement européen est préparée par la Direction Générale chargé du dossier et approuvée par le Collège des Commissaires. En pratique, la décision du Collège est préparée par le Groupe des Relations interinstitutionnelles (qui rassemble les membres responsables des affaires interinstitutionnelles des cabinets des commissaires), puis est entérinée par celui-ci.
- Dans le cas où le Parlement européen soutient la position commune telle quelle, ne parvient pas à adopter d'amendements faute d'obtenir la majorité qualifiée des membres composants le PE (376 voix) ou ne se prononce pas dans le délai prévu de trois mois, le Président du Parlement européen déclare la position commune approuvée et l'acte est arrêté conformément à la position commune (art. 294 §7 lettre a) du TFUE ; art. 69 bis RI).

- À la différence de la première lecture, les traités confèrent explicitement au Parlement européen le droit de rejeter la position commune du Conseil. Si le PE rejette la position commune à la majorité absolue de ses membres, l'acte est considéré non adopté (art. 294 §7 lettre b) du TFUE ; art. 67 bis RI).

- Le PE peut enfin proposer des amendements à la position commune, à la majorité qualifié des membres qui le compose (376 voix) et le texte ainsi amendé est transmis au Conseil et à la Commission (art. 294 §7 lettre a) du TFUE ; art. 67 bis RI).

#### Avis de la Commission sur les amendements du Parlement
Les Traités requièrent spécifiquement que la Commission rende un avis sur les amendements du Parlement européen. La position de la Commission sur les amendements du Parlement européen décide du type de vote nécessaire au Conseil : si la Commission a donné un avis négatif sur au moins un amendement, le Conseil devra se prononcer à l'unanimité pour accepter la position du Parlement européen dans son ensemble (art. 294 §7 lettre c) du TFUE).
En pratique, l'avis de la Commission reprend par écrit la position exprimée en plénière par le Commissaire sur les amendements adoptés, assortie éventuellement de textes reformulant les amendements du Parlement européen acceptés partiellement, en principe ou sous condition de reformulation par la Commission.

#### Au Conseil
Le Conseil dispose d'un délai de 3 mois (art. 294 §8 du TFUE) pour se prononcer en deuxième lecture. Si un accord politique est trop compliqué à obtenir, il est dès lors possible au Conseil de l'Union européenne de ne pas se prononcer de manière indéfinie, ce qui revient en réalité à « enterrer » une proposition.
La procédure interne du Conseil suit les grandes lignes de celle utilisée pour préparer la position commune : le groupe de travail compétent prépare une position qui est soumise au COREPER et adoptée par le Conseil.
Lorsqu'un accord en seconde lecture parait envisageable, des contacts informels ont lieu entre les colégislateurs afin de rapprocher les points de vue. Ces rencontres peuvent prendre la forme d'entretiens bilatéraux entre représentants du Parlement européen et de la Présidence ou, le plus souvent, de réunions tripartites informelles en présence de la Commission. En raison du caractère ad hoc de ce type de contacts, aucune formule de représentation « standard » n'a été fixée mais, en règle générale, y participent le rapporteur (accompagné éventuellement des shadow rapporteurs d'autres groupes politiques), le président du groupe de travail concerné du Conseil assisté du Secrétariat général du Conseil ainsi que des représentants de la Commission (le plus souvent l'expert chargé du dossier et son supérieur direct assistés du Secrétariat général et du Service juridique de la Commission). L'objectif de ces contacts est de rechercher un accord sur un paquet d'amendements acceptable pour le Conseil et le Parlement européen.
L'avis favorable de la Commission revêt une importance particulière. En effet, si celle-ci s'oppose à un amendement que le Parlement européen entend adopter, le Conseil devra réunir l'unanimité pour accepter cet amendement. Si ces contacts sont fructueux, le président du COREPER adresse une lettre au président de la commission parlementaire responsable par laquelle le Conseil s'engage à approuver les amendements du Parlement européen si ceux-ci sont conformes au compromis identifié en commun. Les amendements de compromis sont alors déposés soit en commission parlementaire (en cas d'identification précoce des amendements de compromis) soit, le plus souvent, juste avant la session plénière. Ils sont cosignés pour leurs groupes par le rapporteur et les principaux shadow-rapporteurs, garantissant ainsi une majorité suffisante. Les groupes politiques au sein du Parlement européen coordonnent leurs votes afin d'adopter les amendements négociés avec le Conseil.
- Si le conseil approuve la position commune amendée : l'acte est réputé arrêté sous la forme de la position commune ainsi amendée (art. 294 §8 du TFUE).
- Si le Conseil n'approuve pas tous les amendements à la position commune, le Président du Conseil, en accord avec le Président du Parlement européen, convoque le comité de conciliation dans un délai de six semaines (prolongeable de deux semaines - art. 294 §8 du TFUE).

### Procédure de conciliation et troisième lecture
Il suffit que le Conseil n'approuve pas tous les amendements adoptés par le Parlement européen pour que cela déclenche l'ouverture de la procédure de conciliation. L'avis de la Commission sur les amendements du Parlement européen est donc particulièrement important puisque le Conseil devra agir à l'unanimité pour adopter un amendement parlementaire ayant reçu un avis négatif de la part de la Commission.
Le comité de conciliation réunit les membres du Conseil ou leurs représentants et autant de représentants du Parlement européen ainsi que le Commissaire responsable. Il doit être convoqué dans un délai de six semaines à partir de la décision formelle du Conseil, délai qui peut être prolongé de deux semaines. Il est réputé convoqué au moment de sa première rencontre.
La période de temps entre la fin de la deuxième lecture du Conseil et la convocation du comité de conciliation est utilisée pour préparer les travaux de ce dernier, dans le cadre de réunions informelles entre les trois institutions. Chaque équipe rend compte à sa délégation au sein du comité de conciliation.
Le Parlement européen met également ce temps à profit pour constituer sa délégation au comité de conciliation et donner mandat à ses négociateurs, souvent avant même la conclusion formelle par le Conseil de sa position en seconde lecture.
Le comité de conciliation est coprésidé par les présidents des délégations des deux institutions « colégislateurs » (un vice-président du Parlement européen ou un ministre de l'État membre exerçant la présidence). Selon la Déclaration commune sur les modalités pratiques de la nouvelle procédure de codécision, le lieu de réunion du comité de conciliation (Parlement européen ou Conseil) se fonde sur le principe de l'alternance.
Immédiatement avant la réunion du comité de conciliation, les deux coprésidents et le Commissaire se réunissent normalement afin de préparer la réunion. Ce trilogue est précédé, en règle générale, par une réunion préparatoire de chaque délégation.
Entre l'introduction de la proposition d'acte législatif et son adoption après passage en comité de conciliation, il s'écoule environ deux ans et demi (contre un an pour l'adoption en première lecture).

#### Les négociations
Elles sont le plus souvent menées lors de trilogues « informels » regroupant de petites équipes de négociateurs pour chaque institution avec la médiation de la Commission : la négociation porte sur tous les amendements adoptés par le Parlement européen en seconde lecture sur la base de la position commune du Conseil. Les participants aux trilogues informels rendent compte à leur délégation respective, et le compromis final (« projet commun ») issu des trilogues informels, qui prend souvent la forme d'un « paquet », est soumis à l'approbation des délégations.
En règle générale, la délégation du Conseil réunit les représentants des États membres au sein du COREPER. La délégation du Conseil est présidée par le ministre qui préside le Conseil chargé du dossier. Elle statue à la majorité qualifiée indépendamment de l'avis de la Commission (sauf pour les dossiers pour lesquels le traité requiert l'unanimité). Une délégation du Parlement européen est, elle, constituée pour chaque dossier allant en conciliation. Elle est composée de vingt-cinq membres du Parlement et de vingt-cinq suppléants. Trois vice-présidents du Parlement européen sont membres permanents du comité de conciliation et exercent à tour de rôle la coprésidence de celui-ci. Les autres parlementaires membres de la délégation sont désignés par les groupes politiques, proportionnellement à la taille de chaque groupe au sein du Parlement européen. En règle générale, ils appartiennent à la commission parlementaire compétente pour le dossier. Les décisions de la délégation sont prises à la majorité des membres qui la composent (soit 13 voix).
Dans la mesure où elle est à l'origine de la proposition législative et qu'elle peut assister à la fois aux réunions des délégations du Parlement européen et à celles du Conseil, la Commission joue un rôle de médiateur et propose fréquemment des compromis. Son but principal est de rapprocher les positions des deux colégislateurs tout en défendant, dans la mesure du possible, l'intérêt général et les exigences du traité tels que figurant dans sa proposition. Un autre changement important à ce stade de la procédure réside dans le fait que la Commission ne peut plus empêcher le Conseil de statuer à la majorité qualifiée sans son accord.
Le traité CE est extrêmement clair sur la question des délais : après la seconde lecture du Conseil, le Président du Conseil, en accord avec le Président du Parlement européen, dispose de six (huit) semaines pour ouvrir la conciliation. Le comité de conciliation dispose lui-même de six (huit) semaines pour parvenir à un accord sur un projet commun (art.  294 §8 du TFUE).
En pratique, ces délais sont souvent trop courts pour permettre la tenue d'une négociation parfois extrêmement complexe et impliquant un important nombre d'acteurs. Des contacts ont ainsi lieu fréquemment avant même la conclusion formelle de la seconde lecture du Conseil, lorsqu'il apparaît clairement que ce dernier n'acceptera pas tous les amendements du Parlement européen. Dans la mesure où le Conseil dispose de trois (voire quatre) mois pour parachever sa seconde lecture, les négociateurs peuvent ainsi bénéficier d'une réserve de temps souvent mise à profit pour développer des contacts, notamment au cours des trilogues informels.
La réunion du comité de conciliation est, pour les dossiers les plus importants, suivie d'une conférence de presse communiquant aux médias les résultats de la négociation.

#### Conclusion de la conciliation
Une fois que les négociateurs ont abouti à un compromis, le comité de conciliation doit l'approuver sous la forme d'un « projet commun ». Chaque délégation au comité de conciliation doit alors approuver le projet commun selon ses règles propres : majorité qualifiée au sein de la délégation du Conseil (unanimité dans les cas où le traité spécifie une exception à la règle de la majorité qualifiée) et majorité simple au sein de celle du Parlement européen (art. 294 §10 du TFUE).
De là, trois scénarios sont possibles :
- Le Parlement européen (à la majorité des suffrages exprimés ; aucun amendement ne peut être déposé) et le Conseil (à la majorité qualifiée[N 1]) doivent arrêter l'acte dans les six (ou huit) semaines, conformément au projet commun (art. 294 §13 du TFUE).

- En cas d'absence d'approbation par l'une ou l'autre des institutions dans le délai prévu, l'acte est réputé non adopté et la procédure est close (art. 294 §13 du TFUE). En pratique, l'approbation du projet commun par le Conseil ne pose pas de difficulté puisque la délégation du Conseil au sein du comité de conciliation est constituée d'un représentant par État membre (souvent le même représentant qu'au COREPER). Du côté du Parlement européen, l'approbation peut être plus problématique puisque la délégation du Parlement européen au comité de conciliation (25 membres) n'est pas automatiquement représentative des 732 députés.

- Le comité de conciliation n'aboutit pas à un projet commun, l'acte est réputé non arrêté et la procédure est close (art. 294 §12 du TFUE). La toute première proposition rejetée depuis la mise en place de la procédure de codécision était la première mouture de la proposition directive sur la brevetabilité des inventions biotechnologiques, en 1995. La dernière proposition rejetée à ce jour (janvier 2006) était celle concernant le brevet logiciel.

### Issue
À l'issue de n'importe laquelle de ces étapes, si le texte est accepté, l'acte législatif est soumis directement à la signature des présidents et secrétaires généraux du Parlement européen et du Conseil et est publié au Journal Officiel. La procédure est alors close.
Enfin, on peut noter que la Commission peut retirer sa proposition à n'importe quelle étape de la procédure.

## Domaines couverts par la codécision
Le traité de Lisbonne a rajouté un nombre important de domaines où s'applique la procédure législative ordinaire, leur nombre atteint 85 en mars 2018.
En vertu des traités existants, les domaines suivants sont couverts par la procédure de codécision (un astérisque (*) signale les domaines où le vote du Conseil se fait à l'unanimité) :
- Non-discrimination en raison de la nationalité (Art. 12) ;
- Lutte contre les discriminations (mesures d'encouragement) (Art 13,2) ;
- Liberté de circulation et de séjour (Art. 18,1) ;
- Libre circulation des travailleurs (Art. 40) ;
- Sécurité sociale des travailleurs migrants de la Communauté (Art. 42*) ;
- Liberté d'établissement (Art. 44) ;
- Droit d'établissement : régime spécial ressortissants étrangers (Art. 46,2) ;
- Accès aux activités non salariées et à leur exercice ; reconnaissance des diplômes (Art. 47 et 47,2*) ;
- Droit d'établissement : services (Art. 55) ;
- Libre circulation des ressortissants des États tiers sous visa (Art. 62,3* Voir Convention de Schengen) ;
- Mesures contre l'immigration clandestine (Art. 63,3, b*) ;
- Coopération judiciaire civile (sauf droit de la famille) (Art. 65) ;
- Transports (fer, route, voies navigables, transport aérien, transport maritime) (Art. 71,1 et 80,2) ;
- Marché intérieur (Art. 95) ;
- Emploi (mesures d'encouragement) (Art. 129) ;
- Coopération douanière (Art. 135) ;
- Politique sociale (Art. 137,1-2) ; égalité des chances, égalité hommes/femmes (Art. 141) ;
- Fonds social européen (décisions d'application) (Art. 148) ;
- Éducation (mesures d'encouragement) (Art. 149) ;
- Formation professionnelle (Art. 150,4) ;
- Culture (actions d'encouragement) (Art. 151*) ;
- Santé publique (mesures ; actions d'encouragement) (Art. 152,4) ;
- Protection des consommateurs (Art. 153,4) ;
- Réseaux transeuropéens (Art. 156) ;
- Industrie (mesures spécifiques d'appui) (Art. 157,3) ;
- Cohésion économique et sociale (actions spécifiques en dehors des fonds) (Art. 159,3) ;
- Fonds européen de développement régional (FEDER) : décisions d'application (Art. 162) ;
- Recherche (Art. 166 et 172) ;
- Environnement (Art. 175,1-3) ;
- Aide au développement (Art. 179) ;
- partis politiques au niveau européen (statut et règles politiques) (Art. 191) ;
- Accès aux documents des institutions (Art. 255,2) ;
- Prévention et lutte contre la fraude (Art 280,4) ;
- Statistiques (Art. 285,1) ;
- Création d'un organe indépendant de contrôle en matière de protection des données à caractère personnel (Art. 286,2).
- Coordination des politiques économiques (Article 121 TFUE)

Il reste dans le Traité de Lisbonne 21 domaines dont le Parlement est exclu, et certains très importants. La liste n'en est cependant écrite nulle part : il faut comprendre qu'un domaine est exclu lorsqu'un article des traités précise que c'est le Conseil qui décide ou que le Parlement est simplement consulté. Voici les domaines ou les parties de domaine les plus importants où le Parlement n'est pas codécideur :
- la politique étrangère et de sécurité (TUE 26-1, TUE 31-1 et 2, TUE 36), le marché intérieur (TFUE 26), les tarifs douaniers (TFUE 31), une partie de la politique agricole (TFUE 42a et b, 43 ), où le Conseil décide seul ;
- la fiscalité (TFUE 113, 115), la politique sociale pour partie (TFUE 153-1, 2 et 5), selon la procédure législative dite spéciale (TFUE 289) c’est-à-dire par le Conseil à l'unanimité après simple consultation du Parlement européen ;
- la politique monétaire (TFUE 130), du ressort de la seule Banque centrale européenne.

## Statistiques
Durée de vie des dossiers en codécision exprimée en mois :
| Dossiers                                                | Avis du PE 1re lecture | Approbation 1re lecture / Position commune du Conseil | Décision PE 2e lecture | Décision Conseil 2e lecture | Comité de conciliation | Signature acte PE/Conseil |
| ------------------------------------------------------- | ---------------------- | ----------------------------------------------------- | ---------------------- | --------------------------- | ---------------------- | ------------------------- |
| Moyenne 1re lecture                                     | 8                      | 10,6                                                  | -                      | -                           | -                      | 12                        |
| Moyenne 2e lecture                                      | 10,5                   | 18                                                    | 21                     | 23                          | -                      | 23                        |
| Moyenne conciliation                                    | 9,5                    | 19                                                    | 23                     | -                           | 27,5                   | 30,6                      |
| Législature 1999–2004. Source : Communautés européennes |                        |                                                       |                        |                             |                        |                           |